# Wohnpark Alterlaa
Le Wohnpark Alterlaa est l'un des plus grands ensembles résidentiels et commerciaux d'Autriche. Situé à Liesing, à Vienne, il est considéré comme un exemple de ville satellite fonctionnelle des années 1970 et d'ensemble urbain inspiré du brutalisme.

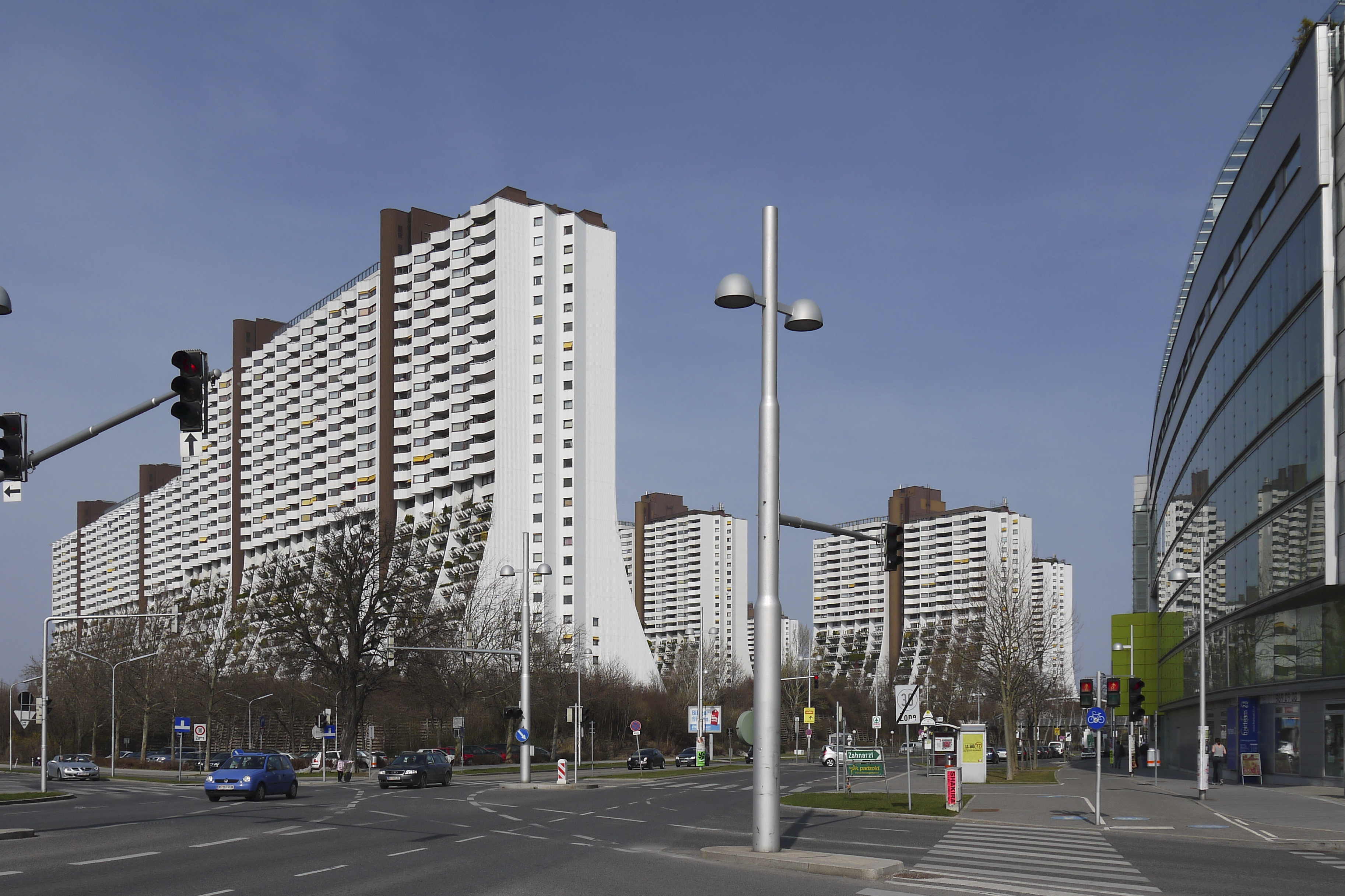
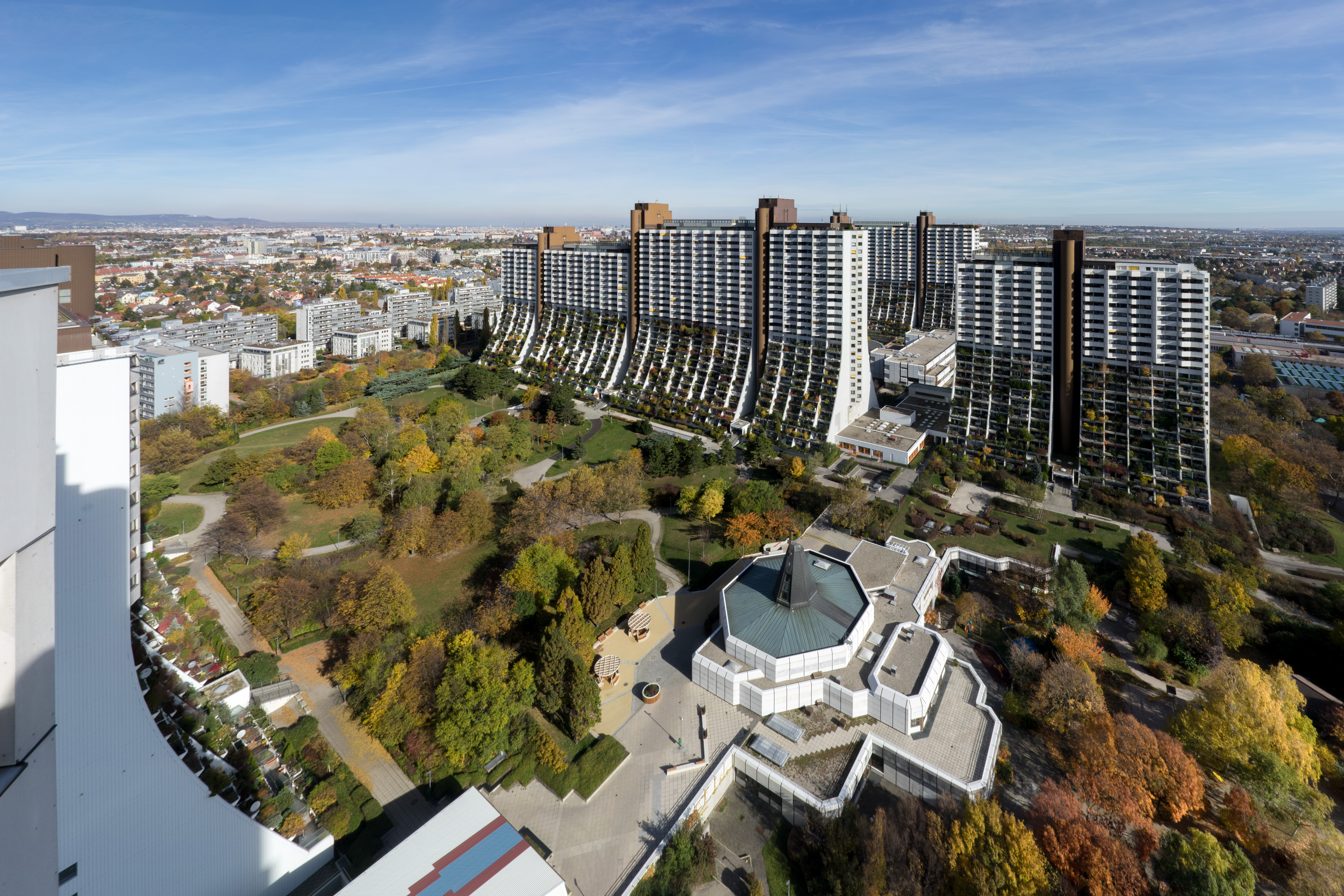
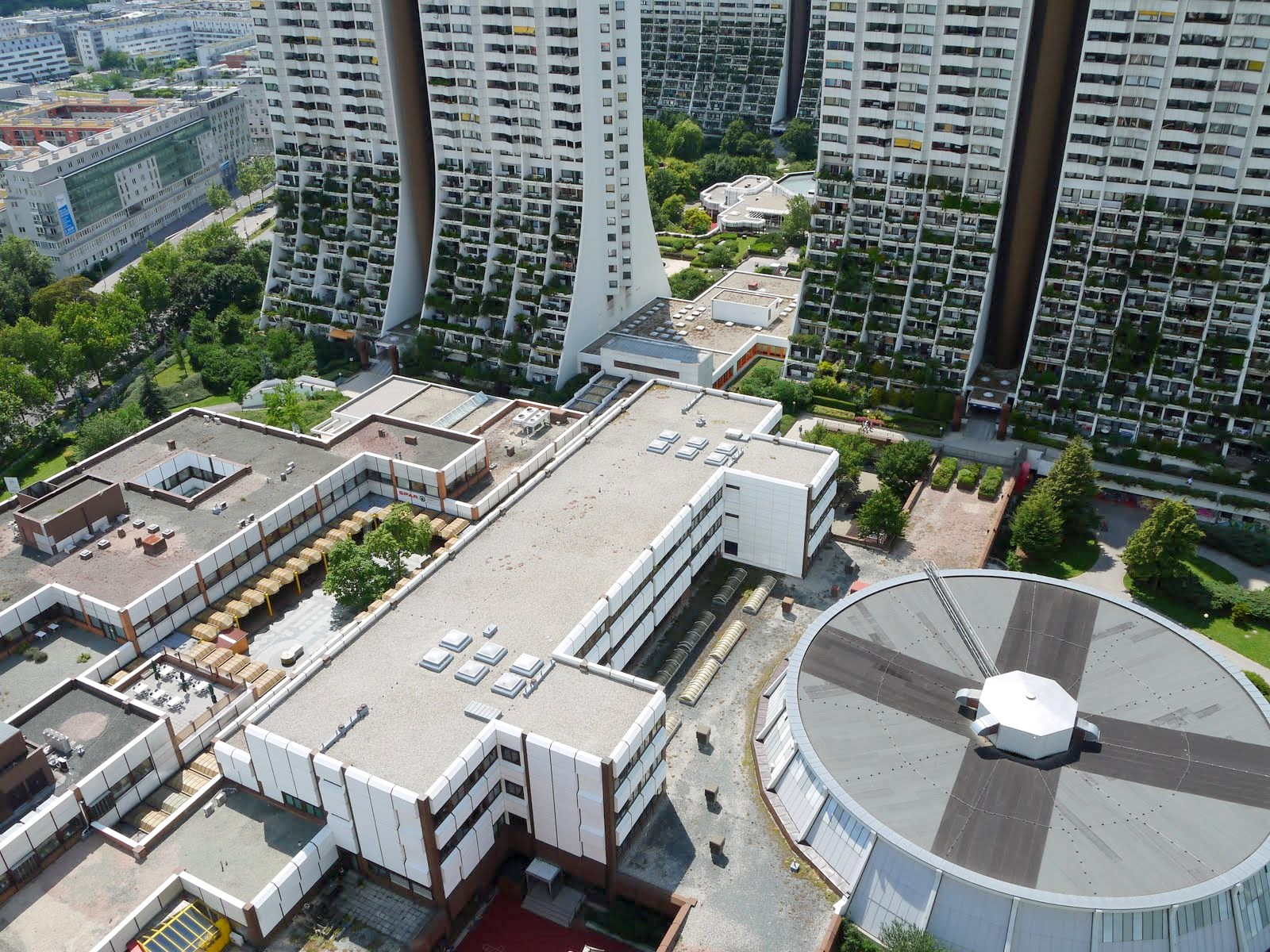
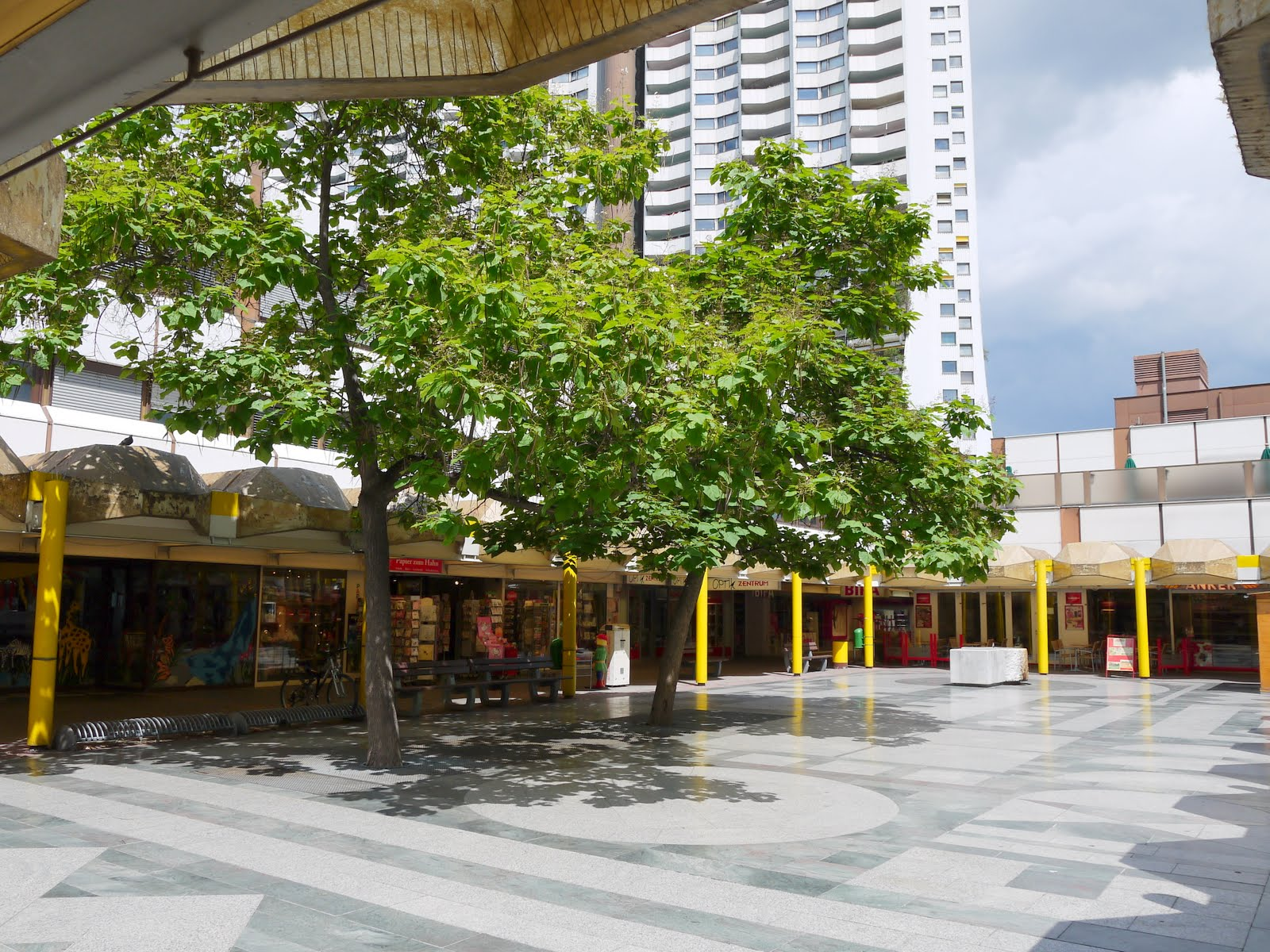
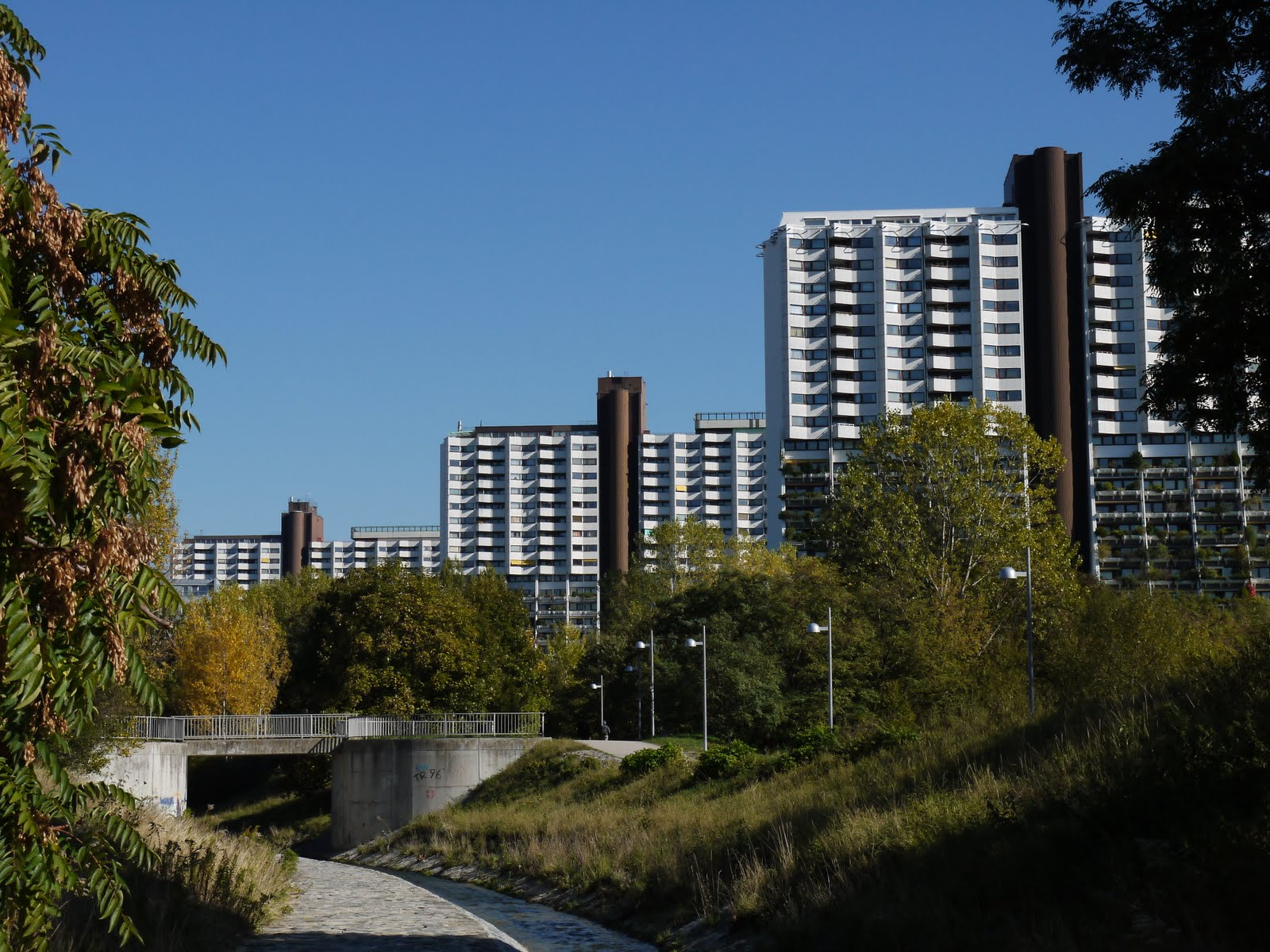